# Hojfelova runjika
Hojfelova runjika (lat. Pilosella petraea, sin. Hieracium banaticola Sudre), biljna vrsta iz porodice glavočika, raširena između Crnog i Jadranskog mora, uključujući i Hrvatsku. Nekada je bila uključivana u rod runjika (Hieracium), pa joj je otuda i ostalo ime.

## Sinonimi
- Hieracium banaticola Sudre; Bull. Acad. Int. Géogr. Bot. (Le Mans) 26: 144 (1916) nom. illeg.
- Hieracium heuffelii Janka; Iter Banat. Exs.: [in schedis] sine no. (1870) non Griseb. (1879)
- Hieracium heuffelii subsp. austrocroaticum L.Rossi & Zahn; Magyar Bot. Lapok 8: 278 (1910)
- Hieracium oreades Heuff.; Flora 36: (1853) 617 (non Fr. 1848)
- Hieracium oreophilum Heuff. ex Nyman; Consp. Fl. Eur. 452, nom. illeg. (1879)
- Hieracium oreophilum subsp. austrocroaticum (L.Rossi & Zahn) Zahn; Engl., Pflanzenr. IV.280 (Heft 82): 1239 (1923)
- Hieracium oreophilum Zahn; Engl., Pflanzenr. IV.280 (Heft 82): 1238 (1923) nom. illeg.
- Pilosella banaticola (Sudre) Soják; Cas. Nár. Muz. (Prague) 150(3-4): 139 (1981 publ. 1982), nom. illeg.